# Språkband

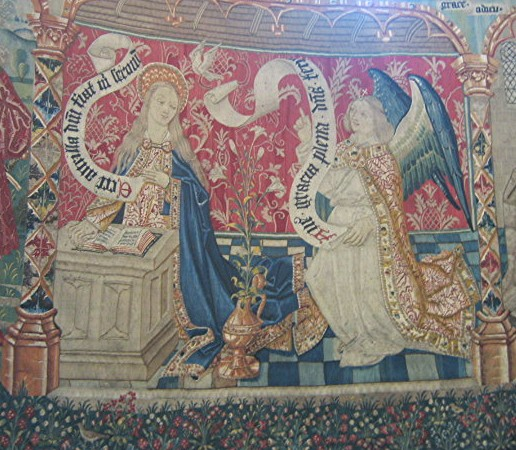
Bebådelsen med språkband

Språkband kallas de textremsor som förekommer i medeltida kyrkmålningar och handskriftsmålningar. Språkbanden motsvarar någorlunda de nutida tecknade seriernas pratbubblor.